# Cornelia Jöchner
Cornelia Jöchner (* 1957 in Schrozberg; † 3. Januar 2025) war eine deutsche Kunsthistorikerin und Professorin.

## Leben und Werk
Nach einer Ausbildung und Tätigkeit als Lektorin im Verlagswesen studierte sie Kunstgeschichte, Italianistik und Europäische Ethnologie an der Universität Marburg. Dort wurde sie 1996 mit „Die schöne Ordnung und der Hof. Geometrische Gartenkunst in Dresden und anderen deutschen Höfen“ promoviert und habilitierte sich 2012 an der Universität Hamburg mit der urbanistischen Studie „Gebaute Entfestigung. Architekturen der Öffnung im Turin des frühen 18. und 19. Jahrhunderts“. Seit 2011 lehrte sie an der Ruhr-Universität Bochum als Professorin für Kunstgeschichte der Frühen Neuzeit mit Schwerpunkt Architektur.
Im Anschluss an ein Post-Doc-Stipendium der Deutschen Forschungsgemeinschaft (DFG) am Graduiertenkolleg Politische Ikonographie an der Universität Hamburg wechselte sie 1999 an den Lehrstuhl Theorie der Architektur an der TU Cottbus. 2007 wurde sie Wissenschaftliche Assistentin am Kunsthistorischen Institut in Florenz (Max-Planck-Institut) und leitete dort bis 2011 mit Alessandro Nova das Forschungsprojekt „Piazza e monumento“. 2011 erfolgte der Ruf an die Ruhr-Universität Bochum. Jöchner nahm verschiedene Fellowships wahr, darunter 2016/17 am Wissenschaftskolleg Berlin (Institute for Advanced Study), am Internationalen Forschungszentrum Kulturwissenschaften (IFK) in Wien und am Exzellenzcluster Topoi der FU Berlin. Sie war mehrfach Stipendiatin der DFG.

## Schriften (Auswahl)
Monografien (Auswahl)
- Mit Christin Nezik, Gáspár Salamon, Anke Wunderwald: Museale Architekturdörfer 1880–1930. Das Eigene in transnationalen Verflechtungen. (Visuelle Geschichtskultur. 21.) Dresden 2023 (www.sandstein-verlag.de, DOI:10.25621/sv-gwzo/VG-21), ISBN 978-3-95498-721-4
- Gebaute Entfestigung: Architekturen der Öffnung im Turin des frühen 18. und 19. Jahrhunderts. ( Habilitationsschrift Univ. Hamburg), Berlin, München,  Boston 2015. ( Studien aus dem Warburg-Haus. 14.) ISSN 2192-0079
- Die ‚schöne Ordnung’ und der Hof. Geometrische Gartenkunst in Dresden und anderen deutschen Residenzen (Marburger Studien zur Kunst- und Kulturgeschichte. 2.) (Phil. Diss. Univ. Marburg, 1996), Weimar 2001 (doi:10.1466/20061109.70), ISBN 978-3-95899-139-2

### Als Herausgeberin (Auswahl)
- Mit Richard Hoppe-Sailer, Frank Schmitz: Ruhr-Universität Bochum. Architekturvision der Nachkriegsmoderne. Berlin 2015. ISBN 978-3-7861-2744-4
- Mit Alessandro Nova: Platz und Territorium. Urbane Struktur formt politische Räume. Berlin 2010 (I Mandorli). ISBN 978-342207005-9
- Mit Kilian Heck: Kemp-Reader. Ausgewählte Schriften von Wolfgang Kemp. München 2006. ISBN 978-3-422-06597-0

Seit 2013 Mitglied im Editorial Board der Buchreihe Urban Spaces.